# Ranebolund
Ranebolund este o arie protejată (arie specială de conservare — SAC, sit de importanță comunitară — SCI) din Suedia întinsă pe o suprafață de 26 ha, integral pe uscat.

## Localizare
Centrul sitului Ranebolund este situat la coordonatele 57°58′23″N 11°56′48″E / 57.9731°N 11.9466°E.

## Înființare
Situl Ranebolund a fost declarat sit de importanță comunitară în ianuarie 1997 pentru a proteja 1 specie de plante. Situl a fost protejat și ca arie specială de conservare în martie 2011.

## Biodiversitate
Situată în ecoregiunea boreală, aria protejată conține 6 habitate naturale: Păduri de fag Luzulo-Fagetum, Taiga vestică, Păduri acidofile de stejar bătrân cu Quercus robur pe câmpii nisipoase, Pășuni din zone de pădure fino-scandinave, Păduri de fag Asperulo-Fagetum, Păduri pe pante, grohotișuri și ravene de Tilio-Acerion.
La baza desemnării sitului se află o specie protejată de  plante: Bryhnia novae-angliae.